# Ghab

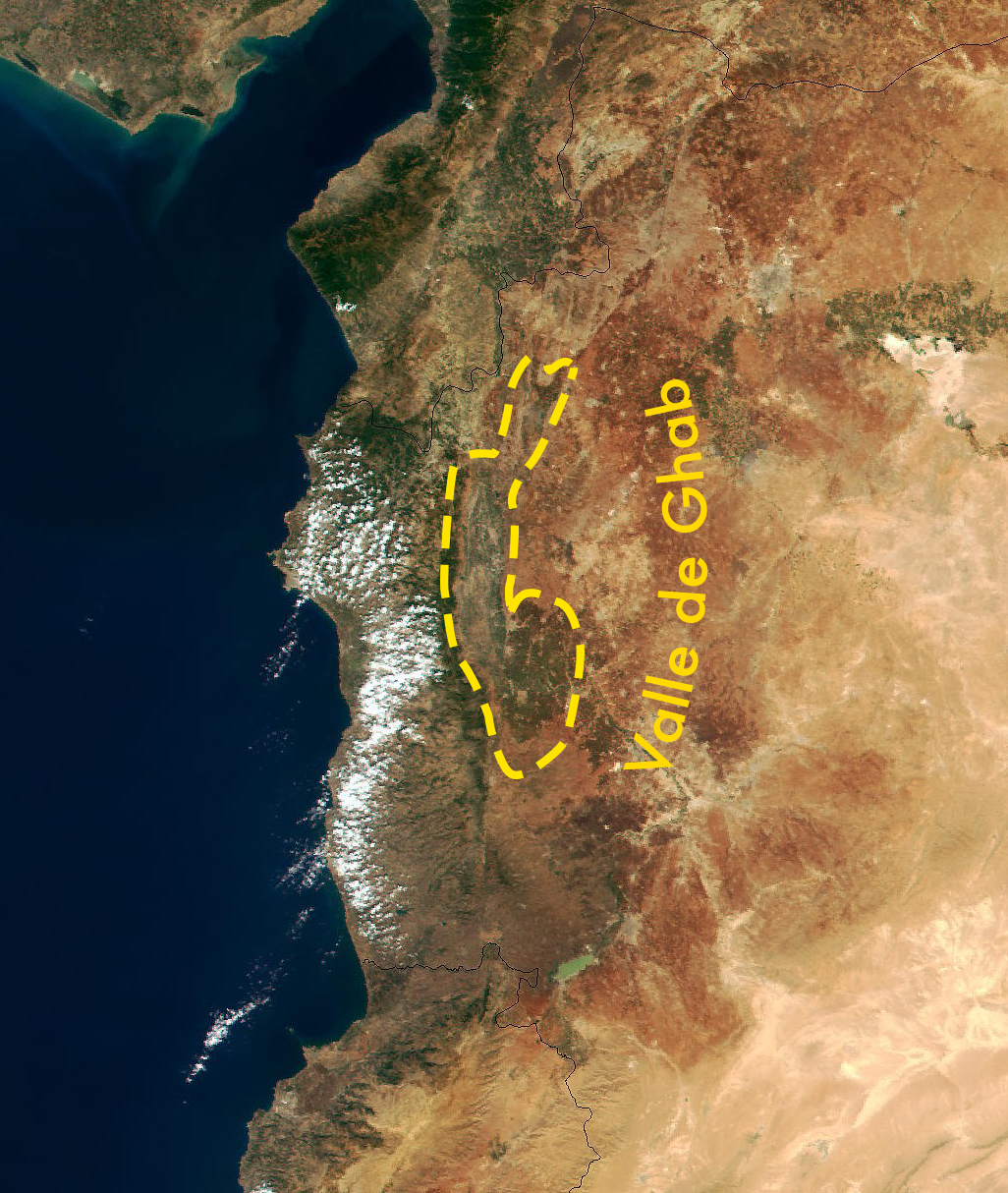
Imagen satelital del Valle.

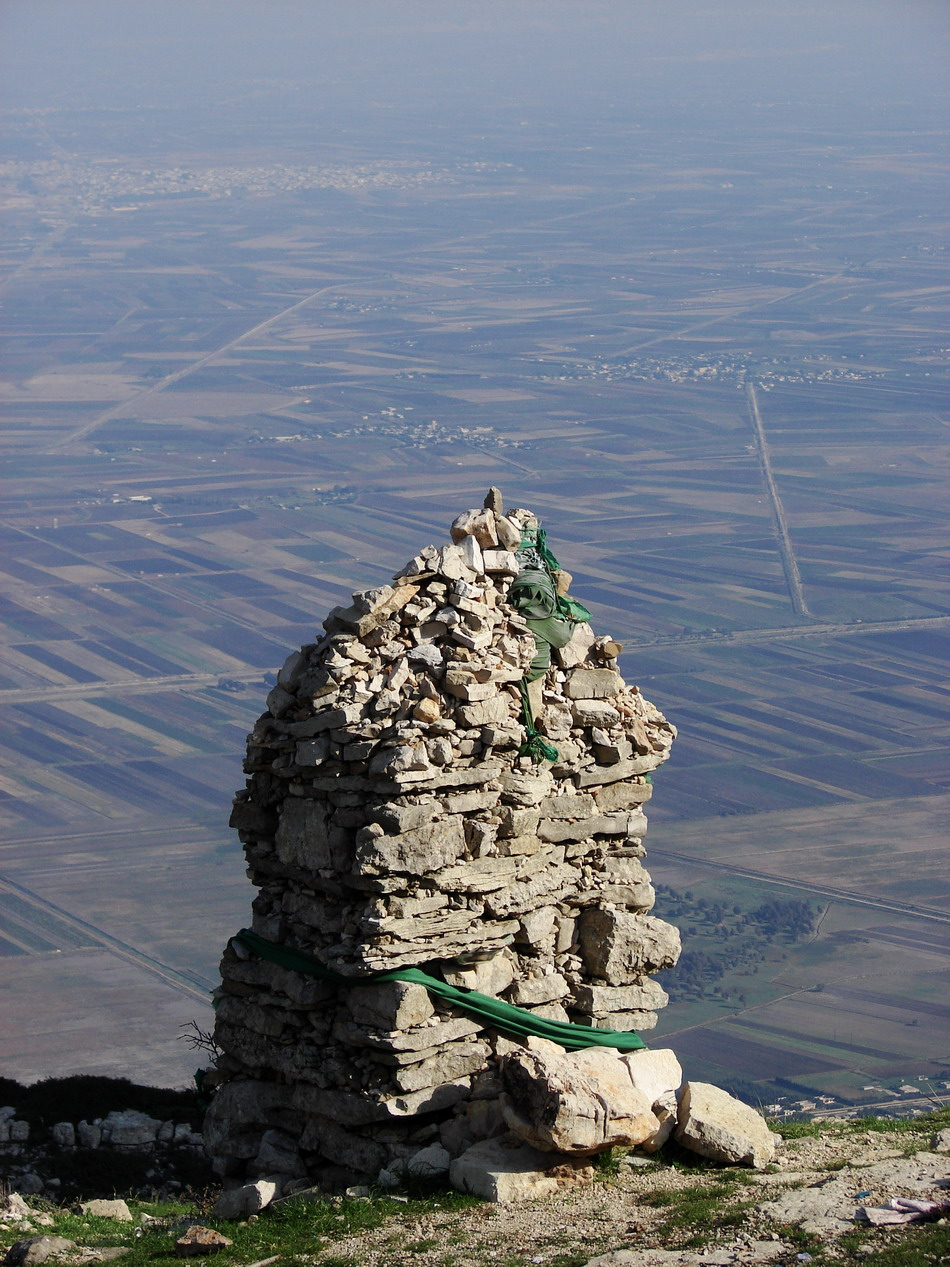
Sahl el Ghab

El Valle o Llanura de Ghab (en árabe: سهل الغاب‎ Sahl al-Ghab) es una fértil depresión en el distrito de Al-Suqaylabiyah al noroeste de Siria. Por el valle fluye el río Orontes de sur (por Muhrada) a norte (hasta Farikah). El valle separa la Cordillera litoral de Siria (montañas al-Ansariyah) en al oeste y el Monte Zawiyah al este. Es de unos 63 km de largo y 12.1 km de ancho.
El valle estuvo durante mucho tiempo inundado por las aguas del Orontes, configurando un paisaje pantanoso. El Ghab Project, que empezó en los años 50, drenó el valle para obtener 41.000 ha de tierra cultivable.

## Pesca
Antes de su drenaje, el Ghab era el centro de la pesca del siluro (sallōr o samak aswad, nombre científico: Silurus glanis) en las aguas del río Orontes.

## Proyecto Ghab
El proyecto empezó en 1953 y está considerado uno de los proyectos hidráulicos más importantes en Siria del norte. A causa de una pendiente leve (0.10%) en el Orontes en el área de al-Asharinah, el río no proporcionaba bastante agua a los territorios circundantes. En 1968 el proyecto drenó totalmente la llanura por la que el río Orontes fluía y proporcionó tierras a 11.000 familias.
En el Proyecto Ghab se emplearon novedosos sistemas de riego, que incluyó presas, una red de canales para regar y otra para drenar. Se construyeron presas a la altura de Mahardah, Zayzun, Qarqur y otros pueblos. El dique en Mahardah, construido en 1961, es de 40 metros de alto y 200 m de largo, y soporta 65.000.000 m³ de agua. El dique de Zeyzoun, construido en 1996, era de 32 m de alto y soportaba 71.000.000 m³ de agua; la construcción colapsó en junio de 2002, provocando la muerte a 22 personas y el desplazo de otras 2.000, pues se abrió un gran agujero e inundó 80 km² de campo. 
Otra ventaja del Proyecto Ghab fue la mejora en los sistemas de comunicación por la construcción de carretera y raíl, que anteriormente no era posible debido a las ciénagas. Además, disminuyeron los casos de malaria ya que el agua no se estancaba.

## Llanura de Rouj
Al nordeste del Valle de Ghab se encuentra una llanura más pequeña, conocida como el Rouj. Está localizado entre la Llanura de Ghab, y la Llanura de Amouk. Es un enclave agrícola muy próspero justo al oeste de la ciudad de Idlib. Además, muchos sitios arqueológicos antiguos están localizados allí.